# Ван Лицинь
Ван Лици́нь (кит. упр. 王励勤, пиньинь Wáng Lìqín, род. 18 июня 1978 года) — китайский игрок в настольный теннис, двукратный олимпийский чемпион в команде и 3-кратный чемпион мира в одиночном разряде.
Ван Лицинь родился в 1978 году в Шанхае. В 6-летнем возрасте увлёкся настольным теннисом, и уже в 15-летнем возрасте вошёл в национальную сборную. До своего первого участия в Олимпийских играх (в 2000 году в Сиднее) он уже успел завоевать дюжину национальных, азиатских и всемирных титулов. С января 2005 по февраль 2007 года он занимал первую строчку во всемирном рейтинге игроков в настольный теннис, а с 2003 по 2009 годы держался в первой пятёрке.
Обладатель 48 золотых наград Про-Тур ITTF (21 золотая медаль в одиночном разряде, 25 в парном разряде, 2 в командном первенстве), 7 золотых медалей Про-Тур Гранд-Финал ITTF.